# Greenwich Park
Greenwich Park er en del af det maritime Greenwich, der blev verdensarvssted i 1997.
Greenwich Park er på 74 hektarer (180 acres)  og er een af de kongelige parker i London. Parken ligger højt med en imponerende udsigt over Themsen med Docklands og City of London i baggrunden.
Det nationale maritime museum og villaen Queen's House ligger lige nord for parken, mens Royal Greenwich Observatory ligger i hjertet af parken, øverst på bakketoppen. Ved parkens vestlige kant ligger opsynsmandens hus. Her er der udsigt mod det tilgrænsende område Blackheath.
Nulmeridianen (Greenwich meridianen) går tværs igennem parken.